# Lisa De Vanna
Lisa De Vanna (Perth, 14 novembre 1984) è una calciatrice australiana, attaccante del Melbourne Victory e della nazionale australiana, della quale è anche co-capitano.
Plurititolata, nella sua ultradecennale carriera ha giocato sia nel campionato australiano, dove ha conquistato tutti i suoi trofei nazionali, che in Europa, nei campionati inglese, svedese e, ultimamente, italiano, che in America, nei campionati professionistici statunitensi. Ha inoltre indossato le maglie della nazionale giovanile Under-20 ed è costantemente in rosa con la nazionale maggiore dal 2004, superando le 100 presenze, disputando numerose coppe d'Asia, due Olimpiadi e quattro campionati mondiali, all'agosto 2019 miglior realizzatrice di tutti i tempi della propria nazionale.

## Biografia
De Vanna nasce a Perth, capitale dell'Australia Occidentale, il 14 novembre 1984. e cresce con la famiglia nella piccola città portuale di Fremantle, situata a circa 30 minuti a sud-ovest di Perth. Si appassiona al calcio fin da giovanissima, dichiarando che nei suoi primi anni la sua passione era tale da farla dormire con il suo pallone, trascorrendo gran parte del suo tempo a giocare a calcio in strada con suo fratello.

## Carriera

### Club
Nella prima fase della carriera si iscrive all'Australian Institute of Sport (AIS) approfondendo la tecnica nel suo Football Program, passando poi al South Australian Sports Institute (SASI) e successivamente giocando nelle formazioni giovanili di Spearwood United, Cockburn United, Murdoch e Stirling Reds/Northern Redbacks.
Dal 2001 al 2004 veste la maglia dell'Adelaide Sensation trasferendosi in seguito al Western Waves, società con cui gioca fino al 2008.
Nel frattempo, data la diversa collocazione temporale del campionato, alterna l'attività agonistica in Australia a quella in Europa, sottoscrivendo nell'ottobre 2006 un accordo con il Doncaster Rovers Belles e giocando per la prima volta in un campionato estero, la FA Women's Premier League National Division, l'allora primo livello del campionato inglese, fino al marzo 2007.
Nel 2008 sceglie invece la Damallsvenskan, livello di vertice del campionato svedese, vestendo nel campionato 2008 la maglia dell'AIK, realizzando 14 reti su 19 incontri, migliore marcatrice della squadra e quinta della classifica dei capocannonieri del campionato, contribuendo a far raggiungere alla società il quarto posto in classifica, il migliore risultato sportivo mai ottenuto in Damallsvenskan dalla loro squadra di calcio femminile.
Negli anni successivi inizia ad alternare le partecipazioni in terra natia con il neofondato Perth Glory con quelle nei campionati professionistici statunitensi, in Women's Professional Soccer (WPS), prima con il Washington Freedom nelle stagioni 2009 e 2010 e poi con il magicJack nel 2011. Nei due campionati di W-League australiana la sua squadra giunge rispettivamente al quinto e al sesto posto della stagione regolare, negli Stati Uniti, nelle due ultime stagioni del Washington Freedom prima della sua ridenominazione in magicJack, giunge terza e quarta nella stagione regolare venendo poi eliminata al primo turno dei play-off, per giungere terza anche nel 2011 e venendo eliminata nella Super Semifinal play-off.
Per la stagione 2010-2011 si trasferisce al Brisbane Roar, squadra con cui ottiene il primo titolo, quello di campione d'Australia, ottenuto battendo nella finale del 12 febbraio le rivali del Sydney FC, e dove De Vanna segna al 64' la rete che fissa il risultato sul 2-1.

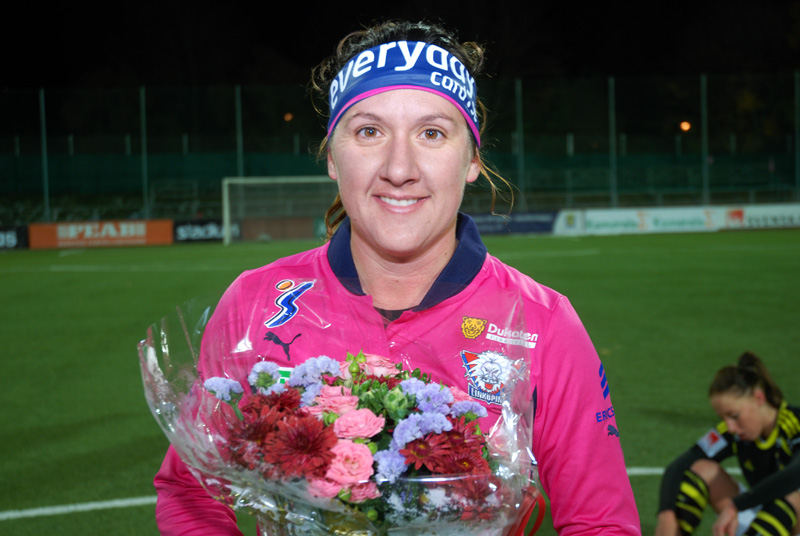
De Vanna con la maglia del Linköping nel 2012.

Con la sospensione della Women's Professional Soccer, De Vanna decide di tornare in Europa, sottoscrivendo un contratto con il Linköping per giocare il campionato di Damallsvenskan 2012. Nelle sue prime otto partite realizza 5 reti, tra cui una tripletta contro il Piteå IF il 3 giugno 2012. Decisiva è la sua rete che, il 14 ottobre, al 82' fissa sul 3-2 il risultato sulle avversarie del Kopparbergs/Göteborg.. Il Linköping finisce il campionato al terzo posto con 39 punti, frutto di 11 vittorie, 6 pareggi e 5 sconfitte, con De Vanna che scende in campo in tutti i 22 incontri, 18 da titolare, segnando 7 reti, mentre in Coppa, due presenze e una rete per lei, la squadra viene eliminata già agli ottavi di finale.
L'anno successivo torna in Nordamerica: il 1º febbraio 2013 venne dato l'annuncio della firma di De Vanna con lo Sky Blue per giocare la stagione inaugurale della National Women's Soccer League, il nuovo campionato professionistico di vertice negli Stati Uniti. Nel giugno 2013 segna uno spettacolare gol in rovesciata, e per questo nominata giocatrice della settimana. la sua esecuzione ha attirato l'attenzione internazionale diventando virale su siti Web come YouTube e altri siti correlati al calcio. venne inoltre votata come NWSL Fans' Choice MVP per la settimana 8. Durante l'incontro con il Western New York Flash del 21 luglio 2013, De Vanna subì un infortunio al ginocchio, lesionandosi il tendine di un ginocchio e che gli precluse il regolare svolgimento della seconda parte della stagione, con le sue presenze che si fermano a 17, 16 da titolare, con 5 reti realizzate. La squadra terminerà la stagione regolare del campionato al quarto posto, con 10 vittorie, 6 pareggi e 6 sconfitte, accedendo poi ai play-off ma venendo eliminata in semifinale dal Western New York Flash.
A stagione conclusa fa ritorno in Australia, sottoscrivendo nell'ottobre 2013 un accordo con il Melbourne Victory per disputare la stagione 2013-2014 con la maglia della società di Melbourne. De Vanna gioca tutti i 12 incontri della stagione regolare siglando 7 reti, e le due della fase finale che vede la sua squadra vincere il suo campionato australiano di W-League. Sua è anche la rete che al 38' apre le marcature nella finale del vinta sulle avversarie del Brisbane Roar per 2-0.
Nel marzo 2014 è nuovamente negli Stati Uniti, trasferita dallo Sky Blue al Boston Breakers in cambio di un posto nel roster internazionale 2014 e della prima scelta dei Breakers nel college draft 2015, scelta che ricadrà su Sarah Killion. De Vanna gioca poi la seconda parte della stagione con il Washington Spirit, anche in questo caso in cambio del difensore e nazionale messicana Bianca Sierra e della quarta e quinta chiamata dello Spirit nel 2015 college draft picks.

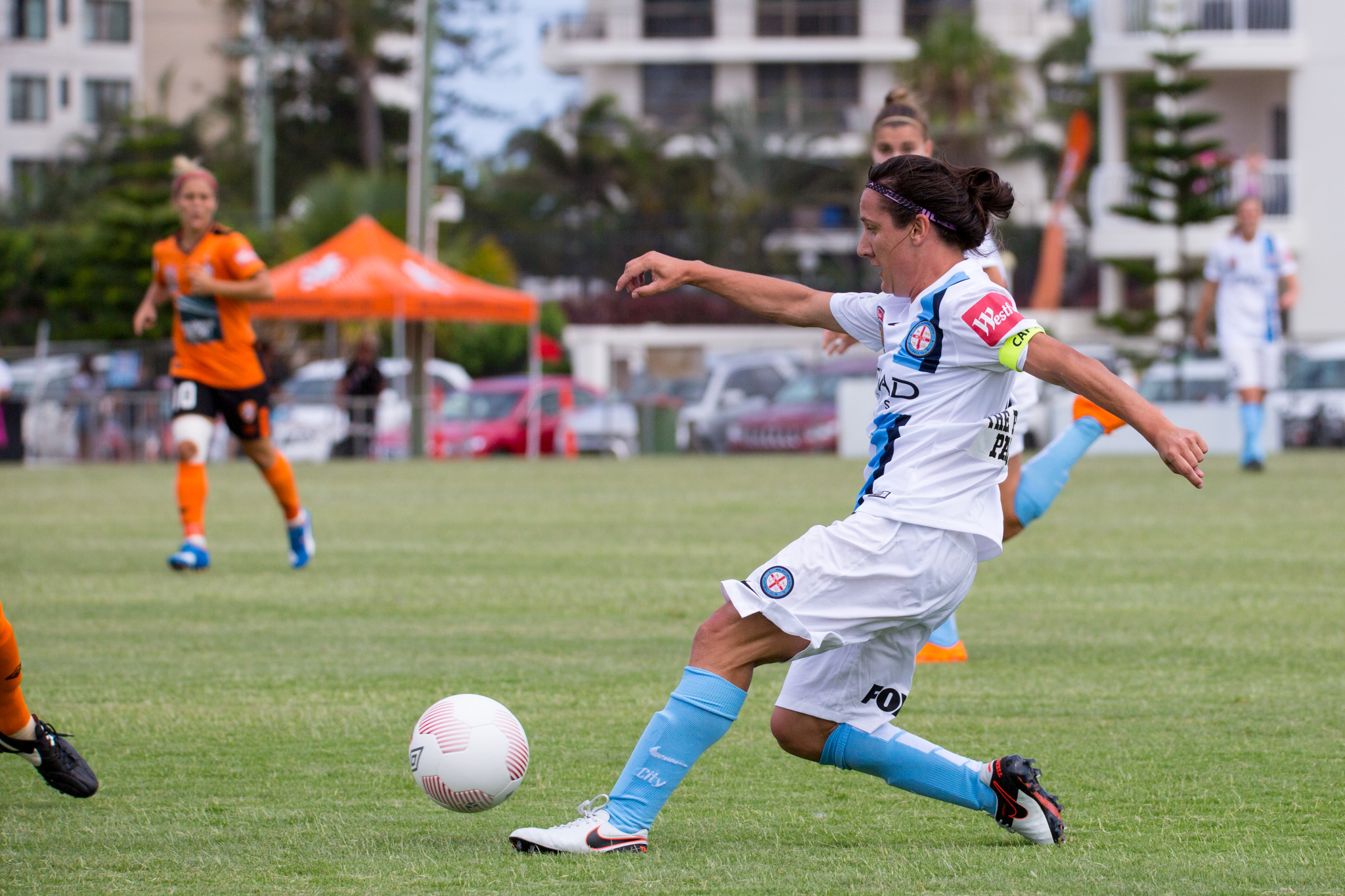
De Vanna in un'azione di gioco con il Melbourne City contro il Brisbane Roar nel 2015.

Per le due stagioni seguenti torna in Australia, confermando nel settembre 2014 il suo ritorno al Melbourne Victory. Dopo aver giocato una stagione con il Victory ed essere arrivata alle semifinali, De Vanna decide di trasferirsi ai rivali cittadini in A-League, il Melbourne City, diventando la prima firma della neoistituita squadra della W-League. Al suo primo campionato con la nuova squadra conquista il primo posto nella stagione regolare e, dopo aver superato in semifinale, ai rigori, il Brisbane Roar, si aggiudica la finale battendo nettamente il Sydney FC con il risultato di 4-1, dove al 90+5' sigla l'ultima rete dell'incontro, conquistando così il suo terzo titolo di Campione d'Australia.
Il 29 agosto 2016 viene dato l'annuncio della firma di De Vanna per l'Orlando Pride., contratto rescisso dalla società dopo appena tre incontri della stagione 2016 per il campionato successivo.
Nel dicembre 2016 De Vanna torna a giocare nella W-League australiana, firmando un accordo con il Canberra United per disputare la seconda parte della stagione 2016-2017. A fine campionato con la società di Canberra, il suo tabellino segna 6 presenze e nessuna rete realizzata.
Il 7 aprile 2017 viene dato l'annuncio del suo trasferimento al South Melbourne per giocare in Women's National Premier League., conclude la stagione realizzando 18 reti in 16 partite, tra cui una quadripletta il 28 agosto 2017 nella vittoria per 7-0 sul Bulleen Lions.
Per la stagione successiva torna a disputare la W-League, sottoscrivendo il 2 ottobre 2017 un contratto con il Sydney FC., rimanendo con la società di Sidney per le due stagioni successive. Nel campionato 2017-2018 la sua squadra, dopo aver avuto accesso alla fase finale grazie al secondo posto nella stagione regolare, perde la finale del 18 febbraio 2018 con il Melbourne City, sconfitta per 2-0. De Vanna totalizza 12 presenze siglando 6 reti, tra cui una doppietta al Canberra United. Il campionato successivo vede la sua squadra chiudere al terzo posto la stagione regolare e, dopo aver battuto il Brisbane Roar per 2-1 in semifinale, vincere anche la finale superando per 4-2 le avversarie del Perth Glory, con la società che conquista il suo terzo titolo nazionale, il quarto per l'attaccante che chiude il campionato con 12 presenze.
Durante il calciomercato estivo 2019 la Fiorentina annuncia di aver trovato un accordo con De Vanna per disputare la stagione 2019-2020 in Serie A, il livello di vertice del campionato italiano. Il tecnico Antonio Cincotta la impiega fin dalla 1ª giornata di campionato, nell'incontro vinto per 4-2 con il Florentia San Gimignano e dove è autrice della rete che al 90+4' fissa il risultato sul 4-2 per le viola.

### Nazionale

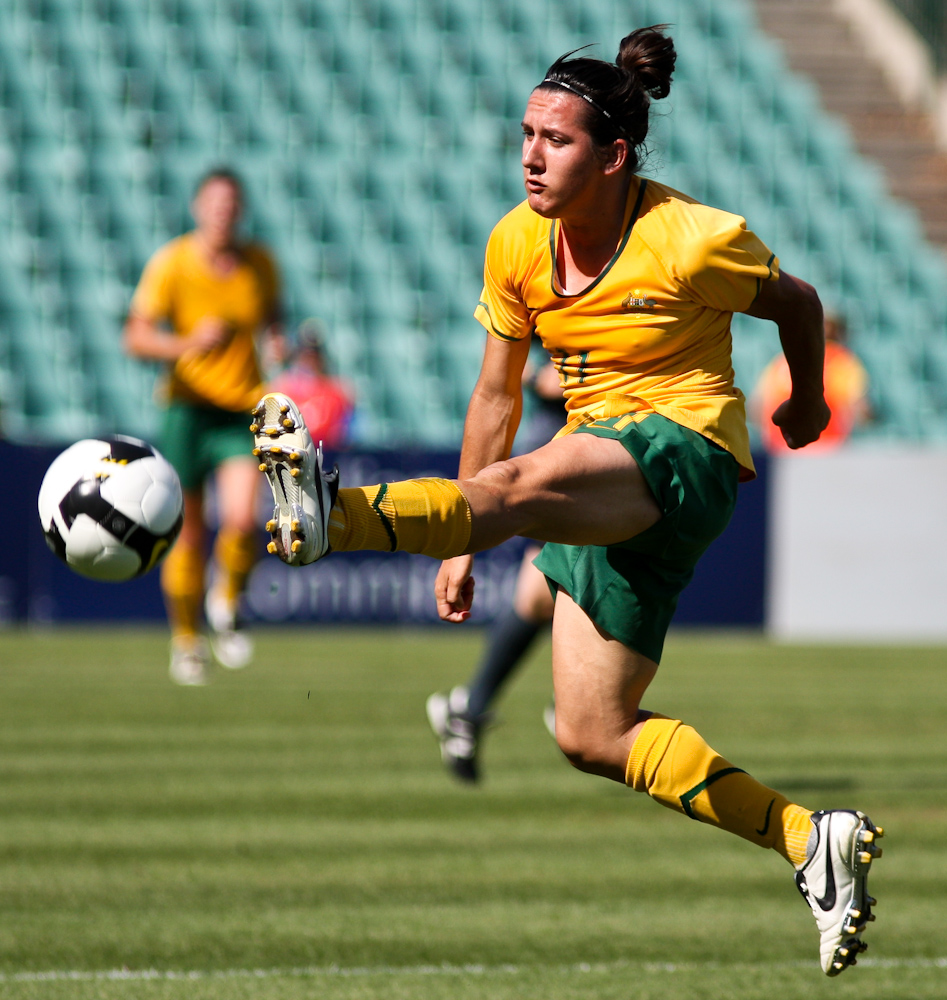
De Vanna con la maglia della nazionale australiana nel gennaio 2009.

De Vanna inizia a essere convocata dalla federazione calcistica dell'Australia (Football Federation Australia - FFA) fin dal 2002, indossando la maglia della formazione Under-20 in occasione del campionato oceaniano di Tonga 2002, con la quale marca una sola presenza.
Dal 2004 è aggregata alla nazionale maggiore, con la quale debutta il 18 febbraio, nell'incontro vinto per 2-0 con le avversarie della Nuova Zelanda, chiamata dal Commissario tecnico Adrian Santrac in occasione dell'Australia Cup., inserita poi in rosa con la squadra che disputa le qualificazioni al torneo femminile delle Olimpiadi di Atene 2004, e dove il 4 marzo 2004, è autrice di due delle reti con cui la sua nazionale si impone con il risultato di 10-0 su Papua Nuova Guinea. Da quell'anno le sue convocazioni sono sempre più regolari.
Due anni più tardi disputa l'edizione casalinga della Coppa d'Asia 2006 dove De Vanna condivide con le compagne il percorso che vede la squadra giungere in finale, persa ai rigori con la Cina dopo che i tempi regolamentari avevano sancito la parità con due reti per parte. In quell'occasione sigla tre reti nel gruppo B della fase a gironi.
Ai mondiali di Canada 2015 segna un gol contro Svezia.

## Palmarès

### Club
- Campionato australiano: 4+1
- Championship:

Brisbane Roar: 2010-2011
Melbourne Victory: 2013-2014
Melbourne City: 2015-2016
Sydney FC: 2018-2019
- Premiership:

Melbourne City: 2015-2016

### Nazionale
- Coppa d'Asia: 1

2010
- Torneo di qualificazione preolimpico delle nazioni asiatiche femminile: 1

2016
- Tournament of Nations: 1

2017
- Cup of Nations: 1

2019
- Campionato oceaniano femminile Under 20 di calcio: 1

2002